# Elecciones de miembros de la Convención Preparatoria de Chile de 1822
Las elecciones de miembros de la Convención Preparatoria de 1822 fue el proceso electoral realizado en Chile en mayo de 1822, con el objetivo de conformar la Convención Preparatoria.
Con motivo del descontento de una parte de la clase política con el gobierno del Director Supremo Bernardo O'Higgins (1817-1823), este convocó el 7 de mayo de 1822 a un proceso electoral, con el objetivo de preparar una nueva Constitución Política. En sus partes principales, dicha convocatoria señalaba que las municipalidades «de las capitales de provincia i partido en toda la estension del Estado, luego que reciba esta convocatoria, procederá a elejir, a pluralidad absoluta de sufrajios, un individuo para miembro de la Convencion Preparatoria». Tenía como requisito que «El individuo que se nombre por los Cabildos ha de ser oriundo o vecino del partido».
La fecha de la elección varió entre cada ciudad, dada la fecha en que arribaba el decreto de convocatoria firmado por O'Higgins a cada localidad. Por ejemplo, en San Fernando y Curicó la elección se realizó el 10 de mayo, mientras que en Quillota y Valparaíso el 11 del mismo mes, en San Rafael de Rosas (actualmente Illapel) el 12 de mayo, y en Santo Domingo de Rosas (La Ligua) el día 13.
A través de este método, se eligieron 32 diputados, entre propietarios y suplentes, y el presidente de la Convención Preparatoria fue Francisco Ruiz Tagle.